# كأس تركمانستان 2015
كأس تركمانستان 2015 هو موسم من كأس تركمانستان. كان عدد الأندية المشاركة فيه 11، وفاز فيه نادي ألتين أسير.